# Epinephelus sexfasciatus
Epinephelus sexfasciatus és una espècie de peix de la família dels serrànids i de l'ordre dels perciformes.

## Morfologia
Els mascles poden assolir els 40 cm de longitud total.

## Distribució geogràfica
Es troba des de Tailàndia i les Filipines fins al nord d'Austràlia.